# Anisodes illinaria
Anisodes illinaria là một loài bướm đêm trong họ Geometridae.